# Mabbu’im
Mabbu’im (hebr.: מבועים) – wieś położona w samorządzie regionu Merchawim, w Dystrykcie Południowym, w Izraelu.
Leży na pograniczu północno-zachodniej części pustyni Negew, w pobliżu miasta Netiwot.

## Historia
Osadę założono w 1958 jako moszaw. W latach 90. XX wieku został on przekształcony w wioskę.